# Thrasher (catch)
 (août 2016).
Si vous disposez d'ouvrages ou d'articles de référence ou si vous connaissez des sites web de qualité traitant du thème abordé ici, merci de compléter l'article en donnant les références utiles à sa vérifiabilité et en les liant à la section « Notes et références ».
Pour les articles homonymes, voir Thrasher.
Glenn Ruth, né le 13 juin 1969 à Camden (New Jersey), est un catcheur américain plus connu sous le nom de Thrasher.
Il a été WWE Hardcore Champion et WWE World Tag Team Champion ainsi que NWA World Tag Team Champion.

## Palmarès
- Blackburn Wrestling Alliance
  - 1 fois BWA Tag Team Champion avec Greg Spitz

- Championship Wrestling Entertainment
  - 1 fois CWE Heavyweight Champion

- Coastal Championship Wrestling
  - 1 fois CCW Tag Team Champion avec Mosh

- Heartland Wrestling Association
  - 1 fois HWA Tag Team Champion avec Mosh

- Independent Professional Wrestling Alliance
  - 1 fois IPWA Tag Team Champion avec Mosh

- Insane Championship Wrestling
  - 1 fois ICW Streetfight Tag Team Champion avec Mosh

- Main Event Championship Wrestling
  - 1 fois MECW Tag Team Champion avec Mosh

- Maryland Championship Wrestling
  - 1 fois MCW Heavyweight Champion
  - 1 fois MCW Tag Team Champion avec Mosh

- Maximum Xtreme Pro Wrestling
  - 1 fois MXPW Heavyweight Champion

- Memphis Championship Wrestling
  - 1 fois MCW Southern Tag Team Champion avec Seven

- National Wrestling Alliance
  - 1 fois NWA World Tag Team Champion avec Mosh

- New England Wrestling Federation
  - 3 fois NEWF Tag Team Champion avec Mosh

- Texas Wrestling Alliance
  - 1 fois TWA Tag Team Champion avec Mosh

- World Wrestling Alliance
  - 1 fois WWA Heavyweight Champion
  - 1 fois WWA Tag Team Champion avec Mosh

- World Wrestling Entertainment
  - 1 fois WWE Hardcore Champion
  - 1 fois WWE World Tag Team Champion avec Mosh